# Network-On-Chip

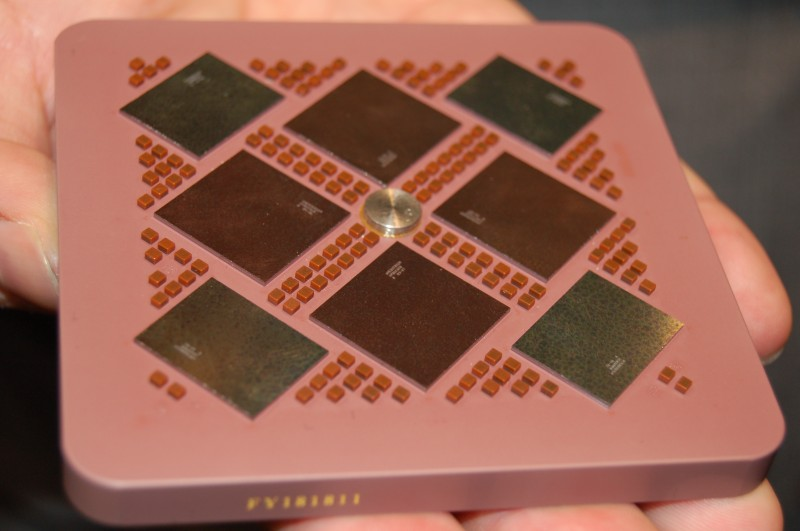
Exemple de NoC.

Network-On-Chip (NoC) és un subsistema de comunicació en un circuit integrat (IC o comunament "xip"), entre els nuclis lògics anomenats IP core, dins un sistema en xip (System-On-Chip o SoC). La tecnologia NoC aplica teoria i mètodes de xarxes de computació a la comunicació dins del xip, i aporta notables millores sobre la comunicació amb el bus convencional. NoC millora l'escalabilitat dels SoC i l'eficiència energètica dels SoC complexos en comparació amb altres dissenys.

## Introducció
Com a conseqüència a les altes necessitas en els sistemes actuals que han de fer front a requisits com la baixa potència, el nombre d'elements en un xip s'ha incrementat. L'efecte d'afegir molts recursos en un SoC a fet que hagi d'augmenta la interconnexió entre tots ells. A la majoria dels SoC la comunicació funciona mitjançant un bus compartit que necessita una lògica arbitrària per a resoldre les diverses soli·licituds d'accés, d'aquesta manera es redueix el cost i s'obté unes característiques de control simples. D'altra banda aquest sistema té la seva capacitat d'ampliació limitada.
Per resoldré els problemes d'escalabilitat i d'amplada de banda, entra en joc l'arquitectura NoC. La idea bàsica ve dels processadors tradicionals a gran escala i les xarxes de computació distribuïdes. Introduint routers en el medi de cada objecte de comunicació, el cablejat que abans era necessari ara pot disminuir. Aquest mecanisme d'interconnexió basat en switchs, proporciona un augment en l'escalabilitat i disminuix la necessitat de cables complexos.

## Paral·lelisme i escalabilitat
Els cables en els enllaços d'un NoC són compartits per molts senyals. S'aconsegueix un alt grau de paral·lelisme, ja que tot els enllaços del NoC poden operar simultàniament en diferents paquets de dades. Per tant, com la complexitat dels sistemes integrats segueix creixent, un NoC proporciona un millor rendiment i escalibilitat en comparació amb les arquitectures de comunicació amb cables de senyal dedicats punt a punt, de busos compartits o busos segmentats amb ponts. Els algoritmes han de ser dissenyats de tal manera que ofereixin un gran paral·lelisme i d'aquesta manera es faci servir tot el potencial de l'arquitectura NoC.

## Beneficis d'adoptar NoC
Tradicionalment, els circuits integrats s'han dissenyat amb connexions dedicades punt a punt, amb un cable dedicat a cada senyal. Per grans dissenys, aquest té diverses limitaciones des del punt de vista del disseny físic. Els cables ocupen gran part de l'àrea del xip, en la tecnologia CMOS, els interconectors dominen tant el rendiment i la dissipació de potència dinàmica, com la propagació del senyal en el cables a través del xip, que requereix múltiples cicles de rellotge.

## Característiques de NoC
En el disseny de sistemes de NoC, hi ha diverses característiques que són d'interès, com ara topologies, algoritmes d'encaminament, el rendiment, la latència, la complexitat. D'aquests factors, cap pot ser independent en la decisió d'una arquitectura NoC. L'aplicació a la que estará dedicat el sistema és clau per al disseny d'un NoC apropiat i marcará les seves característiques. En el disseny d'un NoC es prioritza aquelles característiques més importants, ja que podem tenir un NoC amb baixa latència, baix consum, gran amplada de banda o molt flexible, però no podem tenir-les totes.
Hi ha diversos tipus diferents de topologies. La topologia escollida determinará com estan connectats els switch i el nodes. El algoritmes d'enrutament dermininen la ruta des de la font fins al destí, estan classificats en determinites i adaptatius. L'estratègia de commutació influirán en com els missatges travessen una ruta. El control de flux ayudará a saber com actuar en cas de contenció.

## Investigació sobre NoC
Encara que els NoC's poden manllevar els conceptes i tècniques del domini de les xarxes d'ordinadors, no és pràctic la reutilització cegament de característiques de les xarxes "clàssiques" d'ordinador i multiprocessadors simètrics. En particular, els commutadors NoC hauran de ser petits, energèticament eficients i ràpids. Descuidar aquests aspectes eren típics de les primeres investigacions NoC però avui dia es consideren amb més detall. Els algoritmes d'encaminament han de ser implementats amb lògica simple, i el nombre de memòria intermèdia de dades han de ser mínims. Les propietats de xarxa i la topologia poden ser d'aplicació específica.
Alguns investigadors creuen que els NoC's necessiten el suport de qualitat de servei (QoS), és a dir, aconseguir els diferents requisits en termes de rendiment, l'extrem a extrem, retards i finals de terminis. La computació en temps real, incloent reproducció d'àudio i vídeo, és una de les raons per proporcionar suport de QoS. No obstant, les implementacions de sistemes actuals com VxWorks, RTLinux o QNX són capaços d'aconseguir sub-mil·lisegons en temps real de computació sense maquinari especial.
Diversos prototips de NoC s'han dissenyat i analitzat en el món acadèmic, però només uns pocs s'han implementat en el silici. No obstant això, molts problemes d'investigació desafiadors queden per resoldre en tots els nivells, des del nivell d'enllaç físic a través del nivell de xarxa, i tot el camí fins a l'arquitectura del sistema i programari d'aplicació.

## Proveïdors comercials en solucions NoC
- NetSpeed Systems
- Arteris
- Sonics
- Aims Technology Inc Arxivat 2015-03-25 a Wayback Machine.
- Adapteva
- Inocs Arxivat 2015-03-03 a Wayback Machine.
- Kalray
- Recore Systems